# Zacango, Guerrero
Zacango är en ort i Mexiko.   Den ligger i kommunen Olinalá och delstaten Guerrero, i den sydöstra delen av landet, 180 km söder om huvudstaden Mexico City. Zacango ligger 1 547 meter över havet och antalet invånare är 248.
Terrängen runt Zacango är kuperad. Runt Zacango är det ganska glesbefolkat, med 21 invånare per kvadratkilometer. Närmaste större samhälle är Olinalá, 4,5 km sydost om Zacango. I omgivningarna runt Zacango växer huvudsakligen savannskog.